# Parabelbella wulongensis
Parabelbella wulongensis är en kvalsterart som först beskrevs av Wang och Xiaolong Cui 1992.  Parabelbella wulongensis ingår i släktet Parabelbella och familjen Damaeidae. Inga underarter finns listade i Catalogue of Life.